# 0x10c
0x10c é um jogo eletrônico de estilo sandbox de ficção científica, começado a ser desenvolvido pela Mojang, porém acabou por ser cancelado em 2015. Foi anunciado por uma rede social pelo designer chefe do jogo, Markus "Notch" Persson em 3 de abril de 2012. A lista de recursos planeados incluíam engenharia, batalhas espaciais, espaço para transições interplanetárias, mineração e comércio, armas laser, e um universo aberto tanto com single-player quanto multijogadores, o jogo foi cancelado em 2015.

## O Enredo
Em um universo paralelo, onde a corrida espacial nunca terminou, a viagem espacial foi ganhando popularidade entre corporações e indivíduos ricos. Em 1988, uma célula do sono foi lançado pela Nya Elektriska, compatível com todos os populares computadores de 16 bits. Infelizmente, um big endian é utilizado, enquanto as especificações DCPU-16 chamados por poucos de endian. Isso levou a um erro grave nos drivers incluídos, causando, em vez de um sono de 0x0000.0000.0000.0001 anos, um de 0x0001.0000.0000.0000 anos. Quando as pessoas acordaram, era o longínquo ano de 1.474.976.712.644 d.C. Elas perceberam que o universo estava à beira do término, novas estrelas não se formavam há milhões de anos e buracos negros dominavam a galáxia.